# كاثلين ديفيز
كاثلين ديفيز (بالإنجليزية: Caitlin Davies)‏ (6 مارس 1964، إنجلترا في المملكة المتحدة)؛ صحفية وروائية بريطانية.